# Nigeria na Mistrzostwach Świata w Lekkoatletyce 2009
Nigeria na Mistrzostwach Świata w Lekkoatletyce 2009 – reprezentacja Nigerii podczas czempionatu w Berlinie liczyła 20 zawodników. Nie zdobyła żadnego medalu, a najlepszym miejscem było szóste żeńskiej sztafety 4 x 400 m.

## Występy reprezentantów Nigerii

### Mężczyźni
| Konkurencja                | Zawodnik                                              | Eliminacje | Eliminacje | Ćwierćfinał | Ćwierćfinał | Półfinał      | Półfinał      | Finał         | Finał         |
| Konkurencja                | Zawodnik                                              | Wynik      | Poz.       | Wynik       | Poz.        | Wynik         | Poz.          | Wynik         | Poz.          |
| -------------------------- | ----------------------------------------------------- | ---------- | ---------- | ----------- | ----------- | ------------- | ------------- | ------------- | ------------- |
| Bieg na 100 m              | Egwero Ogho-Oghene                                    | 10,30      | 16.        | 10,19       | 16.         | Nie awansował | Nie awansował | Nie awansował | Nie awansował |
| Bieg na 100 m              | Olusoji Fasuba                                        | 10,31      | 20.        | 10,25       | 24.         | Nie awansował | Nie awansował | Nie awansował | Nie awansował |
| Bieg na 100 m              | Obinna Metu                                           | 10,38      | 31.        | 10,36       | 29.         | Nie awansował | Nie awansował | Nie awansował | Nie awansował |
| Bieg na 400 m              | Saul Weigopwa                                         | 46,42      | 33.        |             |             | Nie awansował | Nie awansował | Nie awansował | Nie awansował |
| Bieg na 110 m przez płotki | Selim Nurudeen                                        | 13,68      | 26.        |             |             | Nie awansował | Nie awansował | Nie awansował | Nie awansował |
| Sztafeta 4 x 400 m         | Saul Weigopwa Noah Akwu Amaechi Morton Bola Gee Lawal | 3:02,36    | 6.         |             |             |               |               | 3:02,73       | 8.            |

| Konkurencja | Zawodnik         | Kwalifikacje | Kwalifikacje | Finał         | Finał         |
| Konkurencja | Zawodnik         | Wynik        | Poz.         | Wynik         | Poz.          |
| ----------- | ---------------- | ------------ | ------------ | ------------- | ------------- |
| Skok w dal  | Stanley Gbagbeke | 7,82         | 27.          | Nie awansował | Nie awansował |
| Trójskok    | Tosin Oke        | 16,87 PB     | 16.          | Nie awansował | Nie awansował |

### Kobiety
| Konkurencja                | Zawodniczka                                                              | Eliminacje | Eliminacje | Ćwierćfinał    | Ćwierćfinał    | Półfinał       | Półfinał       | Finał          | Finał          |
| Konkurencja                | Zawodniczka                                                              | Wynik      | Poz.       | Wynik          | Poz.           | Wynik          | Poz.           | Wynik          | Poz.           |
| -------------------------- | ------------------------------------------------------------------------ | ---------- | ---------- | -------------- | -------------- | -------------- | -------------- | -------------- | -------------- |
| Bieg na 100 m              | Oludamola Osayomi                                                        | 11,49      | 23.        | 11,55          | 28.            | Nie awansowała | Nie awansowała | Nie awansowała | Nie awansowała |
| Bieg na 100 m              | Halimat Ismaila                                                          | 11,74      | 34.        | Nie awansowała | Nie awansowała | Nie awansowała | Nie awansowała | Nie awansowała | Nie awansowała |
| Bieg na 200 m              | Oludamola Osayomi                                                        | 24,24      | 39.        |                |                | Nie awansowała | Nie awansowała | Nie awansowała | Nie awansowała |
| Bieg na 400 m              | Folashade Abugan                                                         | 51,70      | 14.        |                |                | 51,75          | 15.            | Nie awansowała | Nie awansowała |
| Bieg na 400 m              | Amaka Ogoegbunam                                                         | 52,85      | 22.        |                |                | NU             |                | Nie awansowała | Nie awansowała |
| Bieg na 100 m przez płotki | Olutoyin Augustus                                                        | 12,99      | DQ         |                |                | 13.11          | DQ             | Nie awansowała | Nie awansowała |
| Bieg na 100 m przez płotki | Seun Adigun                                                              | 13,33      | 26.        |                |                | Nie awansowała | Nie awansowała | Nie awansowała | Nie awansowała |
| Bieg na 400 m przez płotki | Muizat Ajoke Odumosu                                                     | 56,62      | 23.        |                |                | 56,80          | 19.            | Nie awansowała | Nie awansowała |
| Bieg na 400 m przez płotki | Amaka Ogoegbunam                                                         | 55,80 PB   | 13.        |                |                | DQ             |                | Nie awansowała | Nie awansowała |
| Sztafeta 4 x 100 m         | Olutoyin Augustus Halimat Ismaila Seun Adigun Oludamola Osayomi          | 46,54      | 16.        |                |                |                |                | Nie awansowała | Nie awansowała |
| Sztafeta 4 x 400 m         | Endurance Abinuwa Muizat Ajoke Odumosu Josephine Ehigie Folashade Abugan | 3:29,60 SB | 8.         |                |                |                |                | 3:28,55 SB     | 6.             |

| Konkurencja | Zawodniczka  | Kwalifikacje | Kwalifikacje | Finał          | Finał          |
| Konkurencja | Zawodniczka  | Wynik        | Poz.         | Wynik          | Poz.           |
| ----------- | ------------ | ------------ | ------------ | -------------- | -------------- |
| Skok wzwyż  | Doreen Amata | 1,85         | 27.          | Nie awansowała | Nie awansowała |